# Ken Carson
Kenyatta Lee Frazier Jr. (Atlanta, 11 april 2000), artiestennaam Ken Carson (vroeger gestyleerd als Ken Car$on), is een Amerikaans rapper, songwriter en producer. Hij brak in 2022 door met zijn tweede studioalbum X. Carson is onderdeel van het Opium-label van Playboi Carti en trekt nauw op met labelgenoot Destroy Lonely. Carsons muziek kan worden gezien als een combinatie van rage en trap.

## Biografie
Carson werd op 11 april 2000 geboren in Atlanta, Georgia. Op zijn vijftiende begon hij met rappen en sloot hij zich aan bij productiebedrijf 808 Media uit zijn thuisstad, nadat hij in contact was gekomen met producer en tevens onderdeel van 808 Media TM88. Begin 2017 begon Carson met het releasen van muziek op SoundCloud, onder de naam Ken Car$on. In een interview vertelde Carson dat hij werd geïnspireerd door Barbie-vriend Ken en beter wilde leven dan hij. Daarom veranderde hij zijn artiestennaam later naar Ken Carson.
Carson werd ontdekt door Playboi Carti nadat hij populariteit verschaarde in de underground rapscene. In 2019 tekende Carti hem bij zijn Opium-label, waarmee Carson de eerste artiest werd die zich aansloot bij het label. Een jaar later bracht Carson onder Opium zijn eerste twee EP's uit, Boy Barbie en Teen X. Op dat laatste album staat zijn meest bekende nummer tot nu toe, "Yale". In 2021 bracht Carson als opvolger van Teen X een nieuwe EP uit, genaamd Teen X: Relapsed. Op 23 juli 2021 bracht Carson zijn debuutalbum uit, getiteld Project X, vernoemd naar de gelijknamige film uit 2012.
In 2022 tekende Carson, zonder Opium te verlaten, bij Interscope Records. In februari dat jaar verscheen hij op het nummer "Gëek high" van Yeat, dat op het album 2 Alive van laatstgenoemde stond. Later dat jaar gaf hij voor het eerst een optreden in Nederland, op hiphopfestival WOO HAH!. In juli 2022 bracht Carson zijn tweede album uit, X, met bijdragen van Opium-labelgenoten Destroy Lonely en Homixide Gang. X bereikte de 115e plek in de Billboard 200. De deluxe-versie van het album, XTENDED, werd in oktober 2022 uitgebracht, samen met een videoclip op YouTube voor het nummer "MDMA" dat Carson maakte met Destroy Lonely. In dezelfde maand bracht Carson samen met SoFaygo het nummer "Hell Yeah" uit, voor het debuutalbum Pink Heartz van laatstgenoemde.
Op Valentijnsdag 2023 bracht Carson het nummer "i need u" uit. De single bleek later onderdeel uit te maken van Carsons derde album, A Great Chaos. Een week na de release van het nummer gaf Carson een optreden in de Melkweg. In mei 2023 droeg hij bij aan het debuutalbum van Destroy Lonely, If Looks Could Kill, en verscheen hij op het nummer "Money & Sex". Op 30 juni 2023 verscheen het album Pink Tape van Lil Uzi Vert, waarvoor Carson het nummer "x2" produceerde. Dezelfde dag gaf Carson wederom een optreden in Nederland, ditmaal op hiphopfestival Rolling Loud in Rotterdam Ahoy.
Een paar weken later zou Carson A Great Chaos uitbrengen, maar dat werd uitgesteld. Op 6 oktober 2023 tweette Carson een pre-savelink voor het album. Hij kondigde aan dat het album zou bestaan uit achttien nummers en op 13 oktober uitgebracht zou worden. Drie dagen na Carsons tweet lekte bijna het gehele album uit, nadat enkele singles waren gedeeld op een Discord-server. Ondanks dat bracht Carson A Great Chaos nog steeds uit op 13 oktober. Het album bereikte de elfde plaats in de Billboard 200.